# 南漈寺
南漈寺，又名飞泉寺、飞泉梵室、南漈堂，是位于中国福建省宁德市蕉城区城南镇南漈公园内的一个清代古建筑，宁德县人民政府于1980年11月将其公布为首批县级文物保护单位。
南漈寺得名于寺旁有高百丈的漈泉（瀑布），占地面积约1400平方米，始建于清朝乾隆及嘉庆年间，光绪十六年重修，现有弥勒殿、大雄宝殿、观音殿等结构。